# ループクンド湖
ループクンド湖（ループクンドこ、Roopkund）はインドのウッタラーカンド州の高所にある氷河湖である。地元では「神秘と骨の湖」として知られている。トリスール山塊の窪地にあり、湖の周りから何百もの人骨が見つかったことでよく知られる。湖はヒマラヤ山脈山中の標高5,029メートルの場所にあり、人が居住できるような環境ではない。湖は岩肌が所々で露出した氷河と雪を戴いた山々に囲まれ、トレッキングの目的地として人気がある。
浅い湖であり、深さは2メートルほど。雪が溶けると湖底に白骨化した人の遺体が見える。人骨は9世紀のもので、骨を研究した学者は突然の暴風雨で亡くなった人々の遺体であると結論した。近ごろは「スケルトン・レイク」と呼ばれることも多い。

## 伝説と大量の人骨

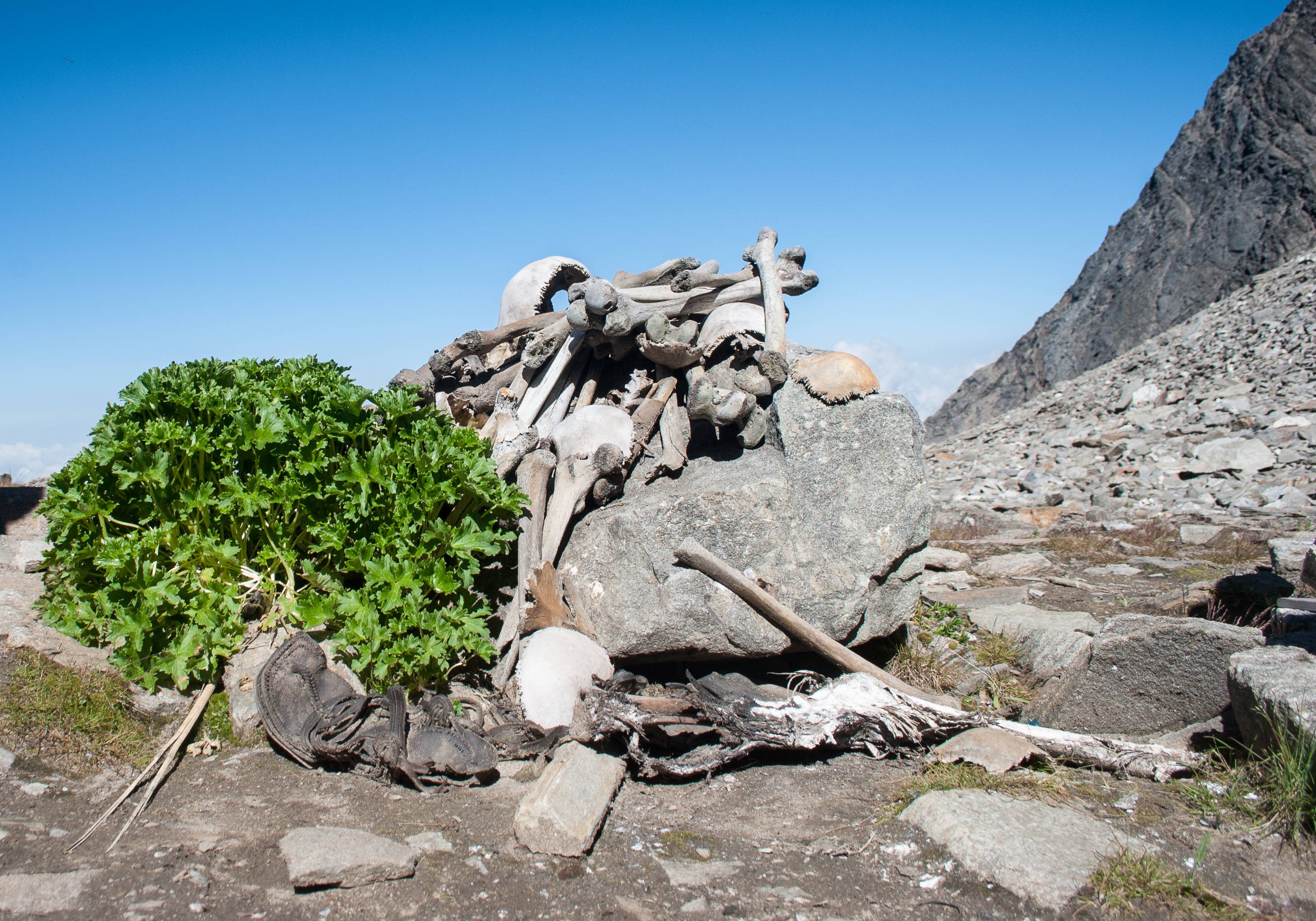
ループクンド湖の人骨

地元の言い伝えでは、カナウジの王ラージャ・ジャスザヴァル（Raja Jasdhaval）が身重の妃ラーニ・バランパ（Rani Balampa）と、従者や舞踊劇団その他大勢を引き連れて、ナンダ・デヴィー寺院に巡礼に向かったところ、ひどい暴風雨に巻き込まれ、ループクンド湖ちかくで全員亡くなったという伝説がある。
湖に人骨があることは19世紀末にも報告があったが、1942年にナンダ・デヴィー・ゲイム・リザーヴのレンジャーであった H K Madhwal により再発見された。当初、イギリス植民地当局は、この大量の人骨が密かに侵入した日本軍に関係した犠牲者と考えたが、人骨が日本兵のものだとするには古すぎることがすぐにわかった。

## 科学的調査の始まり
人骨は氷が溶ける夏の1ヶ月間だけ、浅い湖の底に見える。人骨は木製の工芸品、鉄の鏃（やじり）、革の履物を身につけている。そのほか、指輪も見つかった。『ナショナル・ジオグラフィック』誌が遠征隊を派遣し、30体分の人骨を回収した。その中には人体の組織の一部がまだ付随しているものもあった。ハイダラーバードの細胞分子生物学研究所の遺伝学者、ニラージ・ラーイ（Niraj Rai）とマンヴェンドラ・シン（Manvendra Singh）は、湖から採取したサンプル100個に対してDNAテストを行い、現在のインドに住む人々と比較した。その結果、サンプルの70パーセントがイランに住む人々に近いことがわかった。しかしながら、人骨が身につけていたものは地元の人々のものと同じであるため、イラン系の人々が地元のポーターの助けを借りて、新しく住むところを探して集団移住しようとしていたのではないかという仮説が立てられた。のちの研究によると、集団死が起きた時期は9世紀前後と判定された。
300体を越える数の遺体が見つかっており、オクスフォード大学の放射性炭素加速ユニットで放射性炭素年代測定を行ったところ、西暦850年±30年という結果が出た。1950年代にはインド人類学調査局が人骨の研究をしており、サンプルのいくつかがデヘラードゥーンの同調査局博物館に展示されている。

## 人骨の再調査
2004年に湖への遠征隊が組まれ、遠征隊が持ち帰った100個のサンプルに対して科学的調査が行われた。そこから判明したのは、ループクンド湖に沈む人骨が、2グループに分けられるということであった。30％を占めた1グループは背が低い人々のグループ（おそらくは地元のポーターであろう）、残る70%は背が比較的高い人々のグループである。そして、背の高い人々のグループはDNAに見られる突然変異の観点から、「チットパワン」（マハーラーシュトラ州コンカン地方生まれのバラモン階級の人々）が持つ特徴に非常に近いことがわかった。DNAテストはハイデラバードの細胞分子生物学研究所で行われ、チットパワンのミトコンドリアDNAに特徴的に見られる3カ所の突然変異が、サンプルのmtDNAにも見られた。
2018年のDNA鑑定の結果、遺骨が2つの異なるグループに属していることが明らかとなった。 1つ目のグループは、南アジアに関連する人であり、2つ目のグループは、地中海の東部地方と遺伝的親和性のある人で構成されていた。さらに、死因に共通することがあることもわかった。ループクンド湖に沈む人骨はみな、上から落ちてきたクリケットのボール程の大きさの丸い物体により、後頭部を強打していた。調査を行った科学者らは、ちょうど地元の伝説や歌に歌われている通り、犠牲者らは突然の暴風雨に見舞われて亡くなったものと結論した。
しかしながら、彼らがどこを目指していたのかという問題については答えが出ていない。このエリアにチベットへ向かう通商ルートがあったという歴史的証拠はない。ループクンド湖は、ナンダ・デヴィー山を神体とし、12年おきにナンダ・デヴィー・ラージャ・ジャート祭を行うナンダ・デヴィー信仰における重要な巡礼ルート上にある。
2019年の再調査では38体の骨が分析されたが、それぞれの遺骨の時期がまるで違い、最も新しい骨と古い骨との間が1000年以上も離れていることが判明し、すなわち前述の説を完全に否定することとなった。放射性炭素年代測定により、南アジア系の遺体が西暦800年頃、その他の遺体が1800年頃と推定された。

## 保全問題

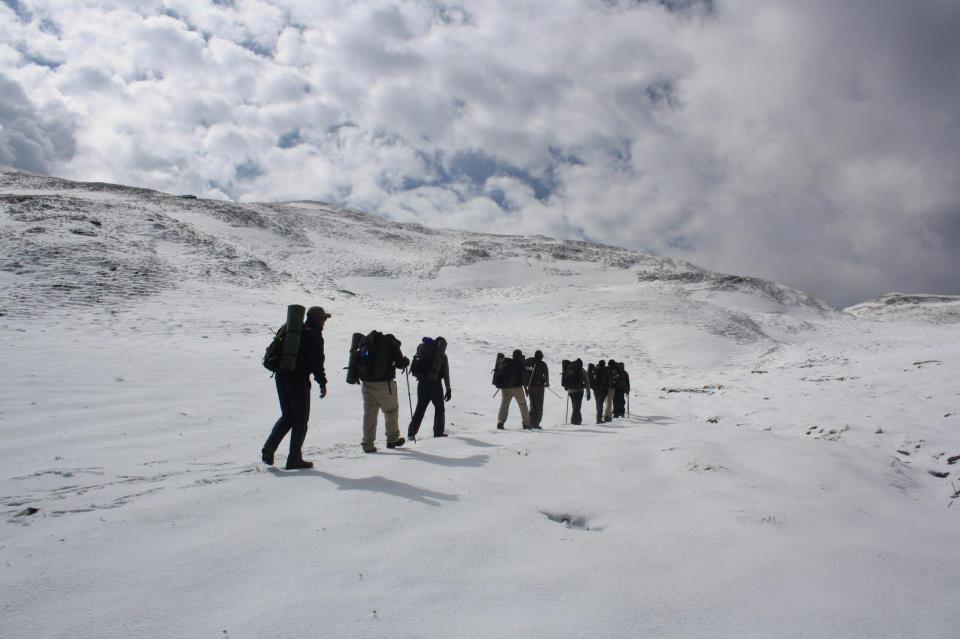
ループクンド湖へ向かう道のり

人骨がいつも無くなっていると心配する声が高まっており、人骨を保全する手段を講じなければ、数年のうちにすべて失われてしまうと心配されている。このエリアを訪れる観光客が大量の骨を持ち帰ることが常態化しており、チャモリ県当局はこのエリアの保護の必要性を訴えている。県の行政官は、観光客、トレッカー、好奇心旺盛な研究者が人骨をラバの背に乗せて運び出していると報告し、このエリアを保護するべきと勧告した。インド政府の出先機関は人骨を保護するために、ループクンド湖をエコツーリズムの目的地にしようとしている。

## 発展資料
- Aitken, Bill. The Nanda Devi Affair, Penguin Books India, 1994. ISBN 0-14-024045-4.